# Nematopodius longiventris
Nematopodius longiventris là một loài tò vò trong họ Ichneumonidae.